# Associazione Calcio Novara 1979-1980
Questa voce raccoglie le informazioni riguardanti l'Associazione Calcio Novara nelle competizioni ufficiali della stagione 1979-1980.

## Divise
| 1ª divisa | 2ª divisa |

## Rosa
| N. |                   | Ruolo | Calciatore           |
| -- | ----------------- | ----- | -------------------- |
|    | Italia (bandiera) | C     | Alessandro Antonelli |
|    | Italia (bandiera) | C     | Salvatore Barbieri   |
|    | Italia (bandiera) | A     | Pierangelo Basili    |
|    | Italia (bandiera) | A     | Ermanno Beccati      |
|    | Italia (bandiera) | P     | Giancarlo Boldini    |
|    | Italia (bandiera) | D     | Antonio Brustia      |
|    | Italia (bandiera) | D     | Domenico Cagnin      |
|    | Italia (bandiera) | A     | Patrizio Di Stefano  |
|    | Italia (bandiera) |       | Donna                |
|    | Italia (bandiera) | A     | Giorgio Elevi        |
|    | Italia (bandiera) | C     | Antonio Genzano      |
|    | Italia (bandiera) | D     | Flavio Gioria        |
|    | Italia (bandiera) | C     | Giancarlo Guidetti   |

| N. |                   | Ruolo | Calciatore        |
| -- | ----------------- | ----- | ----------------- |
|    | Italia (bandiera) | A     | Carlo Jacomuzzi   |
|    | Italia (bandiera) | D     | Marzio Lugnan     |
|    | Italia (bandiera) | A     | Cristiano Masuero |
|    | Italia (bandiera) | C     | Luciano Masuero   |
|    | Italia (bandiera) | A     | Amedeo Monaldo    |
|    | Italia (bandiera) | C     | Luigi Paolini     |
|    | Italia (bandiera) | C     | Mauro Sadocco     |
|    | Italia (bandiera) | C     | Gabriele Savino   |
|    | Italia (bandiera) | D     | Stefano Serami    |
|    | Italia (bandiera) | D     | Antonio Veschetti |
|    | Italia (bandiera) | D     | Paolo Viganò      |
|    | Italia (bandiera) | P     | Pietro Villa      |

## Risultati

### Campionato

#### Girone di andata
| 30 settembre 1979 1ª giornata | Sant'Angelo | 1 – 0 | Novara |  |

| 7 ottobre 1979 2ª giornata | Novara | 2 – 3 | Treviso |  |

| 14 ottobre 1979 3ª giornata | Casale | 0 – 0 | Novara |  |

| 21 ottobre 1979 4ª giornata | Novara | 1 – 0 | Mantova |  |

| 28 ottobre 1979 5ª giornata | Novara | 1 – 0 | Biellese |  |

| 4 novembre 1979 6ª giornata | Cremonese | 1 – 1 | Novara |  |

| 11 novembre 1979 7ª giornata | Novara | 2 – 0 | Piacenza |  |

| 18 novembre 1979 8ª giornata | Alessandria | 2 – 1 | Novara |  |

| 25 novembre 1979 9ª giornata | Novara | 1 – 1 | Lecco |  |

| 2 dicembre 1979 10ª giornata | Novara | 1 – 0 | Rimini |  |

| 9 dicembre 1979 11ª giornata | Forlì | 2 – 0 | Novara |  |

| 16 dicembre 1979 12ª giornata | Novara | 2 – 2 | Triestina |  |

| 23 dicembre 1979 13ª giornata | Sanremese | 1 – 1 | Novara |  |

| 6 gennaio 1980 14ª giornata | Novara | 1 – 0 | Reggiana |  |

| 13 gennaio 1980 15ª giornata | Varese | 5 – 1 | Novara |  |

| 20 gennaio 1980 16ª giornata | Novara | 0 – 1 | Fano |  |

| 27 gennaio 1980 17ª giornata | Pergocrema | 3 – 0 | Novara |  |

#### Girone di ritorno
| 3 febbraio 1980 18ª giornata | Novara | 3 – 2 | Sant'Angelo |  |

| 10 febbraio 1980 19ª giornata | Treviso | 1 – 0 | Novara |  |

| 17 febbraio 1980 20ª giornata | Novara | 0 – 0 | Casale |  |

| 24 febbraio 1980 21ª giornata | Mantova | 0 – 0 | Novara |  |

| 2 marzo 1980 22ª giornata | Biellese | 1 – 1 | Novara |  |

| 9 marzo 1980 23ª giornata | Novara | 0 – 0 | Cremonese |  |

| 16 marzo 1980 24ª giornata | Piacenza | 2 – 1 | Novara |  |

| 23 marzo 1980 25ª giornata | Novara | 2 – 0 | Alessandria |  |

| 30 marzo 1980 26ª giornata | Lecco | 0 – 1 | Novara |  |

| 13 aprile 1980 27ª giornata | Rimini | 0 – 1 | Novara |  |

| 20 aprile 1980 28ª giornata | Novara | 2 – 3 | Forlì |  |

| 27 aprile 1980 29ª giornata | Triestina | 2 – 1 | Novara |  |

| 11 maggio 1980 30ª giornata | Novara | 0 – 2 | Sanremese |  |

| 18 maggio 1980 31ª giornata | Reggiana | 1 – 1 | Novara |  |

| 25 maggio 1980 32ª giornata | Novara | 0 – 0 | Varese |  |

| 1º giugno 1980 33ª giornata | Fano | 3 – 0 | Novara |  |

| 8 giugno 1980 34ª giornata | Novara | 1 – 1 | Pergocrema |  |